# Burni Gelugur
Burni Gelugur är ett berg i Indonesien.   Det ligger i provinsen Sumatera Utara, i den västra delen av landet, 1 500 km nordväst om huvudstaden Jakarta. Toppen på Burni Gelugur är 880 meter över havet, eller 148 meter över den omgivande terrängen. Bredden vid basen är 1,3 km.
Terrängen runt Burni Gelugur är bergig söderut, men norrut är den kuperad. Trakten runt Burni Gelugur är nära nog obefolkad, med mindre än två invånare per kvadratkilometer. Det finns inga samhällen i närheten. I omgivningarna runt Burni Gelugur växer i huvudsak städsegrön lövskog.